# Distretto di Hainan
Il distretto di Hainan (海南区S, Hǎinán QūP) è un distretto della Cina, appartenente alla regione autonoma della Mongolia Interna e amministrato dalla prefettura di Wuhai.